# Giovanni Battista Somis
Giovanni Battista Somis (1686. december 25. – 1763. augusztus 14.) olasz barokk hegedűművész és zeneszerző.

## Élete
Arcangelo Corellinél tanult 1703 és 1706/1707 között.
Később Torinóban szólóhegedűs lett és a királyi zenekar vezetője, és kinevezése után szinte soha nem hagyta el a várost.
Összesen nyolc művet publikált:
- Opus 1 - 12 szonáta hegedűre (1717, Amszterdam)
- Opus 2 - 12 szonáta hegedűre (1723, Torino)
- Opus 3 - 12 szonáta hegedűre (1725, Torino)
- Opus 4 - 12 szonáta hegedűre (1726, Párizs)
- Opus 5 - 6 trió szonáta két hegedűre (1733, Párizs)
- Opus 6 - 12 szonáta hegedűre (1734, Párizs)
- Opus 7 - "Ideali trattimenti da camera" két hegedűre, két furulyára vagy viola da gambára (1750, Párizs)
- Opus 8 - 6 trió szonáta

Igen briliáns és nagyon érzelmes stílust alkotott, és egy határozott előrelépést jelentett a hegedűjáték művészetében. Jean-Marie Leclair, Felice Giardini, Louis-Gabriel Guillemain, Chabran és Gaetano Pugnani tanára volt és összekötő kapcsot képezett a klasszikus olasz iskola és a francia között.
Torinóban hunyt el.

## Fordítás
- Ez a szócikk részben vagy egészben  a   Giovanni Battista Somis című angol Wikipédia-szócikk fordításán alapul.  Az eredeti cikk szerkesztőit annak laptörténete sorolja fel. Ez a jelzés csupán a megfogalmazás eredetét és a szerzői jogokat jelzi, nem szolgál a cikkben szereplő információk forrásmegjelöléseként.